# Jelení vrchy
Jelení vrchy (původně Malý a Velký Jelení vrch) jsou přírodní památka, která zahrnuje vrcholové části kopců Velký Jelení vrch (514 metrů) a Malý Jelení vrch (500 metrů) na území Ralské pahorkatiny ve východní části okresu Česká Lípa, v katastrálním území Svébořice. Chráněné území bylo vyhlášeno v roce 1996 a roku 2012 bylo přejmenováno na Jelení vrchy.

## Historie
Lokalita byla prohlášena za chráněné území podle zákona 114/1992 sb. O ochraně přírody a krajiny. Památku zařazenou mezi Maloplošná zvláště chráněná území bývalého vojenského výcvikového prostoru Ralsko spravuje Ministerstvo životního prostředí prostřednictvím Agentury pro ochranu přírody a krajiny ČR.

## Popis
Oba vrchy tvořené čedičem a pískovcem jsou od Hamru na Jezeře vzdáleny asi tři kilometry jižním směrem. Oba jsou zalesněné listnatým porostem, oddělené od sebe mělkým sedlem. Malý Jelení vrch je vysoký 500 metrů, Velký Jelení vrch 514 metrů a ze severovýchodu na ně navazuje nižší Kozí hřbet (437 metrů). Chráněná lokalita o rozloze 7,91 hektarů leží v nadmořské výšce 470–514 metrů. Skály na vrcholu Velkého Jeleního vrchu umožňují výhledy do okolního kraje. V okolí se ve středověku těžila železná ruda.

## Chráněná flora a fauna
Z květin se zde vyskytuje kyčelnice cibulkonosná (Dentaria bulbifera), lipnice hajní (Poa nemoralis), pitulník horský (Galeobdolon montanum), kokořík přeslenitý (Polygonatum Verticillatum) a mnohé další. Žijí zde mj. různé druhy střevlíků.

## Přístup
Oba kopce jsou uvnitř chráněného území a nevedou k nim turisticky značené cesty. Východním okolím lokality vede červeně značená turistická trasa ze Stráže pod Ralskem k Hamru na Jezeře.